# ハイスピード・ジェシー
『ハイスピード・ジェシー』 (Hi-SPEED JECY) は、斉藤英一朗による日本のライトノベル。および、同作品を原作とした漫画、OVA作品。イラストは、美樹本晴彦が担当。ソノラマ文庫（朝日ソノラマ）より1984年10月から1987年9月まで刊行された。
続編の『深宇宙のジェシー』シリーズが角川スニーカー文庫（角川書店）より1992年6月から同年12月まで刊行された。

## 登場人物
声優はOVA版より。
ジェシー・ムーア
声 - 三ツ矢雄二
超人的なスピードを持つ少年。
ティアナ
声 - 円谷優子
ジェシーのためにパオロンが作り出した合成生体。二酸化炭素を吸って酸素を吐き出す植物的な生態をしている。
フォーク・グリーン
声 - 堀秀行
ハートランド正教の中級神父。ジェシーの相棒。銀髪と銀色の瞳を持つが、これはハートランド星住人の外見的特徴であり、ひいてはハートランド正教中級神父の外見的な特徴にもなっている。
パオロン
声 - 北村弘一
太古の銀河文明が製造した生体宇宙船の生き残り。ジェシーを主人としてサポートする。
ポトマック
声 - 屋良有作
FPSSの捜査主任。
ラティーナ・アスコット
声 - 富沢美智恵
太陽系連邦軍の中尉。
ルー・ビスマーク
声 - 永井一郎
悪の統領。
ジェラ
声 - 戸田恵子
ルー・ビスマークの長女。
テレーヌ
声 - 山本百合子
ルー・ビスマークの次女。
クロス
声 - 二又一成
ルー・ビスマークの長男。

## 用語
ハートランド正教
ハートランド星で発生した、本作独自の宗教。本作に登場するフォーク・グリーン中級神父を主人公に据えた外伝『天界に幸多からんことを』や、ハートランド正教を主軸とした『ハートランド星史』シリーズも執筆されている。
教義としては、現世を地獄であると規定し、地獄に生きているということは罪を犯したことであるから、人は罪を償い死して天界に行くことが正しい生き方であると説く。
罪を犯さない清廉な生き方、自身の良心に背くことがない生き方をすれば人は天界へ行けるが、この他にもハートランド正教の中級神父によって命を絶たれることで天界へ行くこともできる。
また、ハートランド正教は銀河連邦大統領の承認を受けた宗教であり、しかるべき手続きに則った中級神父の殺人（ハートランド正教としては「昇華」）は合法である。
神経銃
ハートランド正教中級神父が用いる特殊な武器。射程は極めて短い。
当った場合は無論の事、身体を掠めても、その場所から徐々に神経を破壊し最終的には心臓を破裂させる。心臓から遠い部位（足の先など）に当たれば、想像を絶する痛み与えながら殺すことができる。これは、痛みが強く長いほど、罪が許され天界のより良い場所にいけるという教義からであり、より多くの罪を重ねないように、中級神父はいわゆる悪党を布教活動として、殺して行くことになる。
作中では、充分に苦労して清廉に生きながらも不治の病に苦しむ老人に安楽死を与えるために、直接心臓や脳幹を狙うなどという使いかたもされている。

## 既刊一覧
- 斉藤英一朗（著） / 美樹本晴彦（イラスト） 『ハイスピード・ジェシー』 朝日ソノラマ〈ソノラマ文庫〉、全6巻
  1. 「メビウスの罠」1984年10月31日第1刷発行、ISBN 4-257-76288-8
  2. 「幽霊空間の謎を暴け」1985年2月28日第1刷発行、ISBN 4-257-76297-7
  3. 「宇宙船パオロンを消せ」1985年7月31日第1刷発行、ISBN 4-257-76309-4
  4. 「ビスマーク基地を探せ」1986年3月31日第1刷発行、ISBN 4-257-76326-4
  5. 「ジェシー暗殺指令」1986年10月31日第1刷発行、ISBN 4-257-76343-4
  6. 「超常空間の戦場」1987年9月30日第1刷発行、ISBN 4-257-76387-6
- 斉藤英一朗（著） / 美樹本晴彦（イラスト） 『ハイスピード・ジェシー・スペシャル』 朝日ソノラマ〈ソノラマ文庫〉、全2巻
  1. 「天界に幸多からんことを」1987年1月31日第1刷発行、ISBN 4-257-76366-3
  2. 「驚異!生体宇宙船」1989年7月31日第1刷発行、ISBN 4-257-76481-3
- 斉藤英一朗（著） / 美樹本晴彦（イラスト） 『ハートランド星史シリーズ』 角川書店〈カドカワノベルズ〉、全5巻
  1. 「宇宙賊の野望をたたけ!」1988年2月16日発売[2]、ISBN 4-04-781001-0
  2. 「宇宙賊ガルダへの挑戦」1989年4月13日発売[3]、ISBN 4-04-781002-9
  3. 「荒廃惑星の悪党たち」1990年3月14日発売[4]、ISBN 4-04-781003-7
  4. 「魅惑の暗殺者」1991年6月24日発売[5]、ISBN 4-04-781004-5
  5. 「神と悪夢の戦場」1991年8月23日発売[6]、ISBN 4-04-781005-3
- 斉藤英一朗（著） / 美樹本晴彦（イラスト） 『深宇宙のジェシーシリーズ』 角川書店〈スニーカー文庫〉、全3巻
  1. 「大爆発」1992年6月25日発売[7]、ISBN 4-04-413301-8
  2. 「封印の惑星」1992年9月25日発売[8]、ISBN 4-04-413302-6
  3. 「戦神」1992年11月27日発売[9]、ISBN 4-04-413303-4

## カセットブック
- 「ハイスピード・ジェシー メビウスの罠」1987年11月、ISBN 4-257-20004-9
- 「ハイスピード・ジェシー 幽霊空間の謎を暴け」1988年7月、ISBN 4-257-20014-6

## 漫画
『月刊コミックNORA』（学習研究社）にて、1989年7月号から同年12月号まで連載。作画担当は、長谷川裕二。単行本はノーラコミックスより刊行。全1巻。
- 1990年2月発売、ISBN 4-05-104360-6

## OVA
1989年9月5日から1990年3月5日にかけてリリースされた。全12話。
スタッフ
- 原作 - 斉藤英一朗
- 監修 - 斉藤英一朗、堀越徹
- 監督 - 影山楙倫
- シリーズ構成 - 富田祐弘
- 脚本 - 富田祐弘、大橋志吉
- キャラクターデザイン - 美樹本晴彦、高橋明信
- 美術監督 - 中村光毅
- プロタクションデザイン - 佐藤正浩
- メカデザイン - 豊増隆寛
- 音楽 - 若草恵
- 音響監督 - 松浦典良
- 撮影監督 - 鳥越一志、松沢宏明
- 編集 - 坂本雅紀
- 色彩設計 - 上谷秀夫
- プロデューサー - 大島満、山内拓司
- 制作 - バップ、スタジオぴえろ

主題歌
オープニングテーマ「Please Please Me」
作詞 - 芹沢類 / 作曲 - 羽田一郎 / 歌 - 円谷優子
エンディングテーマ「心から君だけを愛していたよ」
作詞 - 立花ひとみ、康珍化 / 作曲 - 立花ひとみ / 歌 - 円谷優子

各話リスト
- 01話「起爆」
- 02話「記憶」
- 03話「追撃」
- 04話「魔空」
- 05話「陥穽」
- 06話「巨塊」
- 07話「愛憎」
- 08話「思慕」
- 09話「誕生」
- 10話「暗殺」
- 11話「戦場」
- 12話（最終話）「永遠に…」